# Terang Mas
Terang Mas is een bestuurslaag in het regentschap Kudus van de provincie Midden-Java, Indonesië. Terang Mas telt 1338 inwoners (volkstelling 2010).